# アン・ボングン
アン・ボングン（안봉근、1966年 - ）は、大韓民国の大統領秘書室2部属秘書官、広報秘書官を務めた人物。1998年に、後に大統領となる朴槿恵が国会議員に初当選し、政治活動に入った当初からこれを補佐していた。同じく大統領秘書室の鄭虎星、李在万とともに、「青瓦台の権力3人組」、「ドアノブ3人衆」などと称された。崔順実ゲート事件に関わったとされ、検察の調査を受けた。
崔順実国政壟断聴聞会に証人として召喚されたが、「子供に影響を及ぼし、私生活を侵害する可能性がある」とする欠席理由書を提出して、欠席した。
2017年11月3日には、国家情報院から資金提供を受けたとされる収賄と国庫損失の容疑で、李在万とともにソウル中央地検に逮捕された。

## 学歴
- 珍良高等学校（朝鮮語版） 卒業
- 大邱大学校 中文学士